# Racek Kobyla di Dvorce
Racek Kobyla di Dvorce o Dvojic, in tedesco Dvojitz, in polacco Dwoygicz (1350 circa – Kutná Hora, 2 febbraio 1416) è stato un proprietario terriero boemo, etmano reale sotto il regno di Venceslao IV e burgravio di Vyšehrad dal 1410 al 1415.

## Biografia
Riguardo alla provenienza o alla nascita di Racek non si sa nulla. Appare come gestore dell'estrazione d'argento nella città di Stříbrná Skalice al servizio del re di Boemia Venceslao IV nel 1403, anno in cui la città venne assediata e rasa al suolo dal fratello del re, Sigismondo d'Ungheria, a causa d'una qualche contesa dinastica che lo vedeva sostenitore di Venceslao. Però dalle fonti risulta che Racek riuscì a fuggire con parte della guarnigione dopo che gli assedianti erano stati temporaneamente respinti a causa di un improvviso temporale, riuscendo così a rifugiarsi a Rataje nad Sázavou nei territori governati da Hanuš di Lípa. Alcune fonti descrivono Racek e Hanuš come due nobili briganti, a cui Sigismondo dava la caccia per ristabilire l'ordine nel regno e non è chiaro come, ma alla fine venne riabilitato "per servizi prestati al re".
Racek era un nobile di rango inferiore, categoria che il re Venceslao favoriva, pertanto in seguito divenne burgravio di Vyšehrad dal 1410 e mantenne la carica fino al 1415. Nel 1412 il re gli permise di costruire un suo castello (Veselé) presso Veselí nad Sázavou, dove ora sorge il castello di Komorní Hrádek, vicino a Chocerady. Questo castello venne costruito vicino al luogo dove era stato costruito quello di Čajchanov, distrutto un decennio prima. Inoltre nel 1415 Racek venne menzionato come padrone della chiesa di Chocerady.
La regione di Kutná Hora durante questo periodo introduttivo alle guerre hussite era particolarmente intollerante verso questa eresia, questa è la ragione per cui Racek, ammiratore del defunto Jan Hus, mentre si trovava proprio a Kutná Hora per raccogliere dazi a nome del re fu assassinato nel 1416 in una taverna da una banda di minatori, aizzati dai predicatori che si opponevano alla nuova dottrina di Hus, questo ad un anno di distanza dalla condanna al rogo di quest'ultimo.
(Bohdan Dobiáš, Přeloučtí mučedníci)
Non è chiara la posizione di Racek nella politica ceca del tempo. Secondo alcune fonti fu un bandito che si oppose alla corona, secondo altre rimase fedele a Venceslao IV, tanto da ricevere i titoli citati sopra. Probabilmente alcune fonti sono influenzate dal tentativo di Sigismondo di soverchiare il fratello e la posizione di Racek, che probabilmente si è opposto a ciò, l'ha fatto apparire secondo alcune fonti un nobile brigante, un traditore.

## Nella cultura di massa
- Racek è uno dei principali personaggi nel videogioco Kingdom Come: Deliverance[senza fonte], dove, col nome germanizzato di "Sir Radzig", appare come supervisore delle miniere di Stříbrná Skalice e poi fugge a Rataje nad Sázavou presso Hanuš di Lipá. Andando avanti nel gioco si scoprirà che è il padre biologico del protagonista.